# Le Bidon d'or
Le Bidon d'or è un film del 1932 diretto da Christian-Jaque.

## Distribuzione
Il film uscì nelle sale cinematografiche francesi nel 1932.